# Circumpolar (geobotànica)
Circumpolar en la geobotànica es refereix a la totalitat dels territoris propers als pols terrestres: En el cas de l'Àrtida convencionalment i aproximadament (per exemple s'inclouen les illes Aleutianes) es pren com límit sud el que marca el cercle polar àrtic (66º 33’N) i en l'Antàrtida el cercle polar antàrtic.(66° 33′ S). També es pren un límit climàtic per definir l'abast dels territoris circumpolars que és per sota de la isoterma de 10 °C del mes més càlid.

## Territori circumpolar nord

Mapa del territori circumpolar nord.

El territori circumpolar nord es diferencia del circumpolar sud, entre altres coses, per haver estat habitat per l'espècie humana des de fa milers d'anys i continua essent-ho. Aquesta gran regió ocupa una superfície de 41 milions de km² i és un 8% de la superfície total del planeta i un 15% de les terres emergides.
El territori circumpolar nord està ocupat pels extrems nord dels continents eurasiàtic i nord-americà i nombroses illes més septentrionals.
Les condicions climàtiques no són homogènies, si bé l'agricultura es practica fins a la latitud de 69°N a Noruega, a la inversa, la tundra arriba tan al sud com són els 51°N a la Badia de Hudson al Canadà.
Es calcula que hi viuen unes 1.800 espècies de plantes vasculars a més de les plantes no vasculars o criptògames.
La població d'aquest territori és d'uns 9 milions de persones que només representen el 0,3% del total de la població de la Terra. Els països que tenen part del seu territori en la zona circumpolar nord són: Rússia, Canadà, Dinamarca, Estats Units, Noruega, Suècia, Finlàndia i Islàndia.

## Territori circumpolar sud
Ocupa la totalitat del continent antàrtic i les illes adjacents. Només s'han trobat dues espècies de plantes vasculars en el continent antàrtic, però els líquens són més diversificats que en cap altre lloc de la Terra.